# Contea di Carson
La contea di Carson (in inglese Carson County) è una contea dello Stato del Texas, negli Stati Uniti. La popolazione al censimento del 2000 era di 6 182 abitanti. Il capoluogo di contea è Panhandle. La contea è stata fondata nel 1876, ed in seguito organizzata nel 1888. Il suo nome deriva da Samuel Price Carson, il primo segretario di Stato della Repubblica del Texas.

## Storia
| Anno | Popolazione | ±%     |
| ---- | ----------- | ------ |
| 1890 | 356         |        |
| 1900 | 469         | 31.7%  |
| 1910 | 2,127       | 353.5% |
| 1920 | 3,078       | 44.7%  |
| 1930 | 7,745       | 151.6% |
| 1940 | 6,624       | −14.5% |
| 1950 | 6,852       | 3.4%   |
| 1960 | 7,781       | 13.6%  |
| 1970 | 6,358       | −18.3% |
| 1980 | 6,672       | 4.9%   |
| 1990 | 6,576       | −1.4%  |
| 2000 | 6,516       | −0.9%  |
| 2010 | 6,182       | −5.1%  |

I primi ad insediarsi nella zona furono le società di cacciatori-raccoglitori, seguiti dai Plains Apache. Li seguirono le moderni tribù Apache, sfollate successivamente dai Comanche. Essi furono sconfitti dall'Esercito degli Stati Uniti d'America durante la Guerra di Red River del 1874.
Il conquistador spagnolo Francisco Vásquez de Coronado esplorò la regione naturale dove si trova la contea, Llano Estacado, nel 1541.
Carson County è stata fondata nel 1876 dalla Contea di Bexar. Essa è stata poi organizzata nel 1888. Panhandle, all'epoca l'unica città, divenne il capoluogo della contea.
Il pompaggio di acqua sotterranea con i mulini a vento risolse il problema di portare l'acqua da Roberts County tramite la ferrovia.
White Deer divenne nel 1909 la sede degli immigrati cattolici polacchi, che per primi si erano stabiliti a Panna Maria (una comunità non incorporata della Contea di Karnes) prima di migrare a Carson County.

## Geografia fisica
Secondo l'Ufficio del censimento degli Stati Uniti d'America la contea ha un'area totale di 924 miglia quadrate (2390 km²), di cui 920 miglia quadrate (2400 km²) sono terra, mentre 3,9 miglia quadrate (10 km², corrispondenti allo 0,4% del territorio) sono costituiti dall'acqua.

### Strade principali
- Interstate 40
- U.S. Highway 60
- State Highway 152
- State Highway 207
- Farm to Market Road 293

### Contee adiacenti
- Hutchinson County (nord)
- Roberts County (nord-est)
- Gray County (est)
- Armstrong County (sud)
- Potter County (ovest)
- Moore County (nord-ovest)
- Donley County (sud-est)
- Randall County (sud-ovest)